# Columna lui Marc Aureliu
Columna lui Marc Aureliu a fost ridicată între anii 180  și 193, ca un dar din partea Senatului și cetățenilor Romei pentru împaratul Marc Aureliu. Columna a fost înălțată în apropiere de templul împăratului, Templul lui Marc Aureliu.
Monumentul ce este cunoscut și sub numele de Columna Aureliana, comemorează campaniile militare ale Împăratului Marcus Aurelius împotriva triburilor germanice și sarmaților, niște triburi nomadice care trăiau pe lângă Marea Neagră. A fost construită după modelul Columnei lui Traian, ce fusese ridicată cu 80 de ani înainte, după campaniile de mare succes ale lui Traian în Dacia. Columna Aureliana are aproape 30 de metri înălțime (100 de picioare romane), și este formată din 28 de blocuri de marmură de Carrara. Este așezată pe un piedestal rectangular care are aproape 4 metri înălțime, și este decorată cu o bandă spiralată de basoreliefuri care prezintă evenimente din campaniile militare din nordul Imperiului Roman. Partea de jos prezintă campaniile din 169 și 173 împotriva unor triburi germanice, iar partea superioară prezintă campania împotriva sarmaților dintre anii 174 și 176.
Basoreliefurile sunt mai adâncite și mai expresive decât cele de pe Columna lui Traian, dar sunt mai puțin rafinate, iar compozițiile sunt de o calitate inferioară. În interiorul columnei ce are un diametru de 3.7 metri, se găsește o scară în spirală cu 200 de trepte ce duce până spre o platformă unde se găsea statuia lui Marc Aureliu și a soției sale Faustina.
Statuia originală a dispărut în secolul al XVI-lea. În 1589, papa Pius al V-lea a așezat o statuie de bronz a Sfântului Pavel în vârful columnei. Statuia care-l înfățișează pe Sfantul Pavel cu o sabie în mână a fost creată de Domenico Fontana și complementează statuia Sfântului Petru ce se găsește pe Columna lui Traian.
Pe piedestal se află o inscripție, gravată la cererea papei Pius al V-lea, care atribuie columna în mod eronat lui Antoninus Pius. Rămășițele acelei columne au fost descoperite abia în 1705.
Nu mai există nicio urmă a Templului lui Marcus Aurelius, dar columna Aureliana încă se află în locul în care a fost amplasată inițial. Acum este în centrul unei mici piețe dreptunghiulare, care se numește Piazza Colonna. Piața este mărginită de Via del Corso pe o parte și de câteva palazzo de cealaltă parte. Între columnă și Via del Corso se găsește și o fântână construită în 1575 de Giacomo della Porta. Ea este înconjurată de o spirală de tablouri săpate în marmură prin altorelief, are un capitel doric cu platformă de observație deasupra și un soclu de 10,10 metri înălțime. Platforma de observație pătrată este înconjurată de un grilaj, iar în vârful fusului este plasată statuia Sfântului Paul, care a înlocuit-o pe cea originară a împăratului Marcus Aurelius. Deși înclinat spre cultură și filozofie, Marcus Aurelius a fost nevoit să-și petreacă mare parte din viață în campanii militare.
Pentru că inscripția de consacrare a fost distrusă în evul mediu, nu se știe dacă monumentul a fost construit pe timpul domniei lui Marcus Aurelius (cu ocazia triumfului organizat pentru toate victoriile, în anul 176 d.Hr., sau după dispariția sa, pe timpul domniei lui Commodus (180-192 d.Hr.). Totuși, o mărturie privind împrejurimile atestă că monumentul exista în anul 193 d.Hr. Mai există și posibilitatea ca lucrarea să fi început pe timpul lui Marcus Aurelius și să se fi terminat pe timpul lui Commodus.
În același timp, cu această coloană s-au executat și cele opt panouri sculptate care ornează astăzi arcul de triumf al lui Constantin, dar care erau destinate, ca și alte elemente ale acelui arc, unui alt monument al cărui destin nu este cunoscut. Pe timpul Romei antice, coloana se găsea în partea de nord a Câmpului lui Marte, într-o suprafață rectangulară. Pentru amplasamentul ei s-au pus în discuție două ipoteze. Conform uneia dintre ele, coloana s-a ridicat între templul lui Hadrianus (probabil Hadrianeum) și templul lui Marcus Aurelius (dedicat de Commodus, fiul său, din care nu mai există nimic astăzi – templu aflat probabil sub Palatul Wedekind). Cea de-a doua ipoteză ia în calcul plasarea coloanei în interiorul unei incinte sacre speciale, care nu a lăsat nici ea vreo urmă. Se mai știe că în apropierea coloanei s-a aflat locul incinerării funerare a împăratului. Cu ocazia restaurării din anul 1589, soclul și platforma lui se găseau la peste 3 metri sub nivelul solului.
Coloana se compune din 27 sau 28 de inele de marmură de Carrara, fiecare cu un diametru de 3,70 metri și goale pe interior, unde s-a constituit a scară elicoidală cu 190-200 de trepte până la platforma de la vârf. Ca și în cazul coloanei lui Traianus, scara este luminată de deschideri strâmte ce se pierd din vedere între elementele sculptate ale reliefului în spirală.
Spirala exterioară cu tablouri dăltuite în alto-relief, reprezintă o povestire a luptelor lui Marcus Aurelius la frontiera de nord. Istoria luptelor începe cu traversarea Dunării, probabil la Carnuntum. O victorie desparte poveștile celor două campanii principale. Cronologia exactă a evenimentelor prezentate este contestată astăzi. Se află pe coloană și episodul cu miracolul furtunii cu ploaie violentă, care a salvat trupele romane pe teritoriul quazilor. Romanii au considerat că acea ploaie furtunoasă din ziua unei bătălii aproape dezastroase a fost provocată de divinitate. Creștinii au încercat să o atribuie lui Dumnezeu. Cu toate similitudinile care există în raport cu Coloana lui Traianus, stilul lucrărilor în marmură este cu totul diferit, un stil precursor stilului dramatic al sec. al III-lea d.Hr. și strâns legat de stilul arcului de triumf al lui Septimius Severus, edificat puțin mai târziu. Scenele de panouri sunt mai vizibile, iar personajele sunt mai mari decât cele de pe Coloana lui Traianus, relieful fiind mai accentuat în detrimentul fineței execuției și se observă mâna mai multor sculptori.
Ornamentația coloanei reprezintă, în totalitate, o anticipație a evoluției stilului artistic din antichitatea tardivă, o anticipare a stilului plebeian și o expresie artistică a începutului crizei Imperiului Roman, care s-a agravat în sec. al III-lea d.Hr. Coloana nu a fost prevăzută nici cu o îngroșare la o distanță de sol, drept corectare optică, corectare care să elimine impresia de concavitate, așa cum s-a aplicat la Coloana lui Traianus. Pe timpul evului mediu, urcarea pe coloană era atât de populară încât dreptul de a percepe un preț de intrare a fost vândut, un timp, la licitații anuale.
La origine, soclul coloanei era ornamentat cu alto-reliefuri, care s-au deteriorat definitiv și nu au mai fost păstrate cu ocazia restaurării decise de papa Sixtus al V-lea (Quint) și realizate de Domenico Fontana, în 1589. Arhitectul a refolosit atunci elemente de marmură de la Septizodium, ale cărui vestigii urmau a fi demolate. Cu acea ocazie, pe vârful coloanei a fost așezată statuia Sfântului Paul, ca pereche a celei ce reprezenta pe Sfântul Petru pe Coloana lui Traianus (4 octombrie 1588). Statuia Sfântului Paul a fost realizată de Leonardo Sanzana și Tommaso della Porta.
Pe timpul restaurării monumentului și a pierderii ornamentației de pe soclu s-a săpat o nouă dedicație, în care se vorbea de papa Sixtus al V-lea, care a redat frumusețea acestei coloane spiralate, dedicate împăratului Antoninus Pius. Această dedicație eronată nu a fost înlăturată nici în prezent. Pe coloană apar si unități auxiliare de daci.
Cu toate scăderile execuției sculpturale, Coloana lui Marcus Aurelius rămâne unul cele mai valoroase și expresive monumente datorate Romei antice, o podoabă de neprețuit a Romei prezente.